# 中村徹 (交通学者)
中村 徹（なかむら とおる、1955年 - ）は、日本の商学者、交通論研究者、大阪産業大学経営学部教授。特に、欧州連合 (EU) における共通交通政策を専門的に研究している。

## 経歴
大阪府生まれ。
1978年に関西学院大学商学部教養学科を卒業し、同大学院商学研究科に進み、1983年に商学博士課程を単位取得満期退学した。
その後、大阪産業大学経営学部の教員となった。
2000年に出版した『EU陸上交通政策の制度的展開：道路と鉄道をめぐって』は、2001年に日本交通学会賞（著書の部）を受賞した。また、中村は同書により、2002年に関西学院大学から博士（商学）を取得した。
大阪産業大学硬式野球部の部長も務めている。

## おもな著書

### 単著
- EU陸上交通政策の制度的展開：道路と鉄道をめぐって、日本経済評論社、2000年
- 制度としてのEU共通航空政策の展開、晃洋書房、2012年